# Caproni Ca.153
Il Caproni Ca.153 è stato un progetto, del 1938, di un mai costruito bimotore da caccia multiruolo ad ala bassa progettato dall'Ing. Giovanni Pegna per l'azienda Caproni; da questo progetto scaturì il successivo Caproni Ca.155 che entrò invece in produzione.

## Storia del progetto
Di questo progetto venne realizzato, nel 1938, solamente un modellino in scala 1:12,5 per le prove in galleria del vento. Successivamente a questo prototipo in scala, venne sviluppata un'altra versione con diversa motorizzazione, chiamata Ca.155.

## Tecnica
Verosimilmente sarebbe stato costruito interamente in metallo.
Possedeva una fusoliera molto allungata che terminava con una coda a punta e portava il piano orizzontale di coda con due piani di deriva ellittici, posti a mezza altezza del piano stabilizzatore.
I motori erano due Isotta Fraschini Delta o Asso 120 I.R.C.C. 35 motore aeronautico 12 cilindri a V rovesciata raffreddati ad aria da 650 CV, previsti su gondole che sporgevano parecchio sul piano dell'ala ed avevano forma trapezoidale. Le eliche previste erano, presumibilmente, tripala metalliche a passo variabile in volo. Il carrello avrebbe dovuto essere retrattile e rientrante nelle gondole motori.
L'armamento prevedeva 2 o 4 mitragliatrici in caccia anteriori e una supero-posteriore, tutte del tipo Scotti/Isotta Fraschini calibro 12,7 mm.

### Pubblicazioni
- Aerofan, Anno II, Gen./Mar. 1979.

### Velivoli comparabili
Germania
- Arado Ar 240
- Messerschmitt Bf 110
- Messerschmitt Me 210
- Focke-Wulf Ta 154
- Focke-Wulf Fw 187

 Paesi Bassi
- Fokker G.I

 Regno Unito
- Gloster F.9/37
- Westland Whirlwind

 Stati Uniti
- Grumman XF5F Skyrocket/Grumman XP-50